# Pipunculus papulus
Pipunculus papulus är en tvåvingeart som beskrevs av Skevington 1998. Pipunculus papulus ingår i släktet Pipunculus och familjen ögonflugor. Inga underarter finns listade i Catalogue of Life.